# Acalypha comunis
Acalypha comunis é uma espécie de flor do gênero Acalypha, pertencente à família Euphorbiaceae.